# Oliveira da Figueira
Oliveira de Figueira is een stripfiguur die als bijfiguur voorkomt in enkele verhalen uit de stripboekenserie De avonturen van Kuifje van Hergé.

## Achtergrond
De Figueira is een Portugese handelaar die zich in Arabië heeft gevestigd en Kuifje enkele keren zijn diensten heeft bewezen. Hij komt het eerst voor in De sigaren van de farao. De nadruk ligt dan nog sterk op zijn beroep als – erg opdringerige – marskramer. In de twee latere verhalen waarin hij opduikt, Het Zwarte Goud en Cokes in voorraad, helpt hij Kuifje en kapitein Haddock voornamelijk met het bestrijden van dokter Müller (Mull Pasha).
Eerst heette hij 'da Figueira'. Omdat dit geen correct Portugees is, werd zijn naam veranderd in 'de Figueira'. Dit is Portugees voor "olijf van de vijg" en staat in dit verband voor mindere soort, bastaard.
De Figueira staat ook wel bekend als "De Man Die Alles Verkoopt". 